# アレクサンドリナ水道
アレクサンドリナ水道（アレクサンドリナすいどう、ラテン語: Aqua Alexandrina）は古代ローマの水道（ローマ水道）で、226年に第26代皇帝アレクサンデル・セウェルス治世下で11本あるローマ水道の最後の1本として、ネロ浴場（アレクサンデル浴場に改名）の拡張に伴い増大する水需要を満たすために造られた。
アレクサンドリナ水道の水源はローマから22.4km離れたPantano Borgheseで、建設後に幾度の修復を経て、8世紀のローマ教皇ハドリアヌス1世が修復を行った8世紀頃まで機能していた。ローマ水道の技術書の著者でありローマ水道長官でもあったフロンティヌスの存命後に造られた水道施設のため、技術的詳細について残されている史料は少ない。

## 導水渠の経路

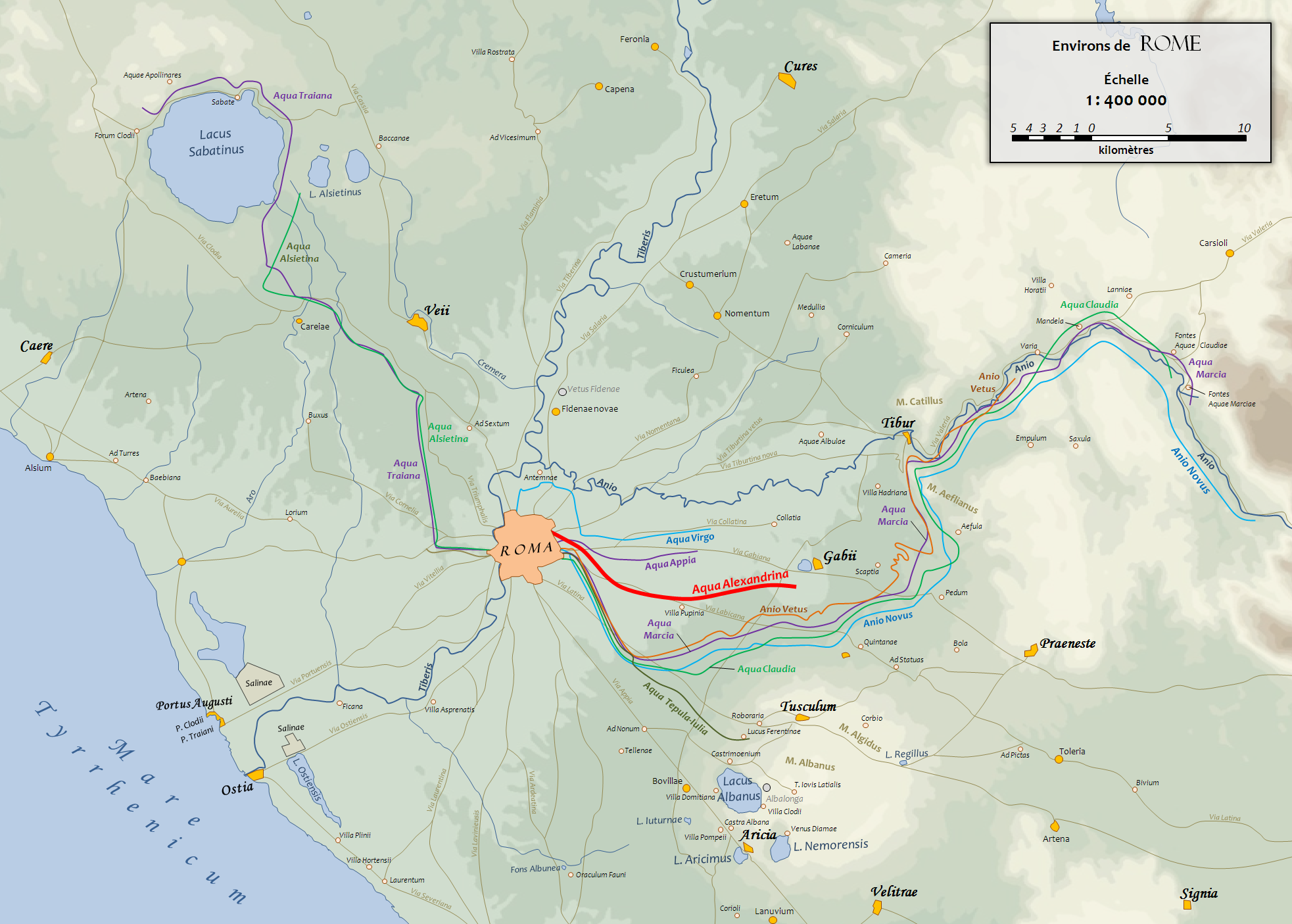
アレクサンドリナ水道の水源からの経路（赤線）

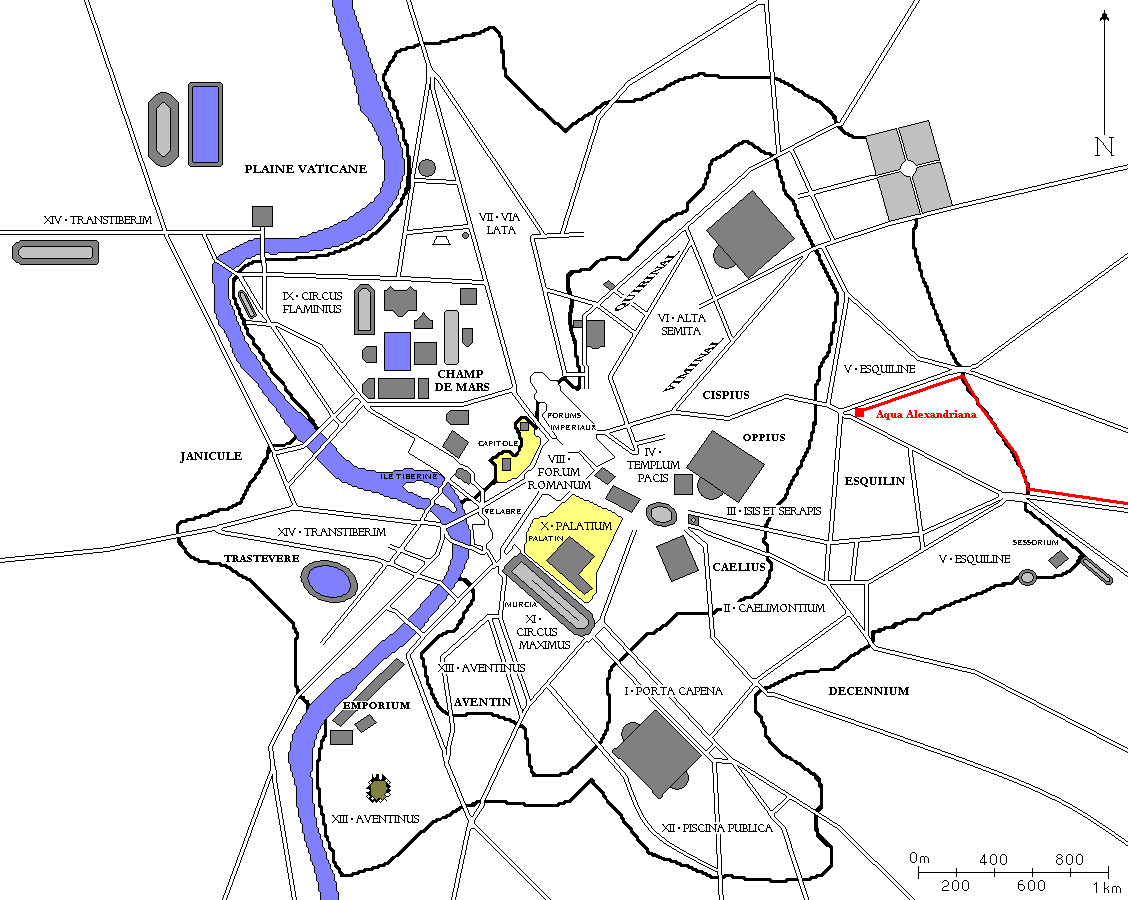
アレクサンドリナ水道のローマ市内における経路（赤線）